# Nébuleuse de Kleinmann-Low
Pour les articles homonymes, voir Kleinmann et Low.

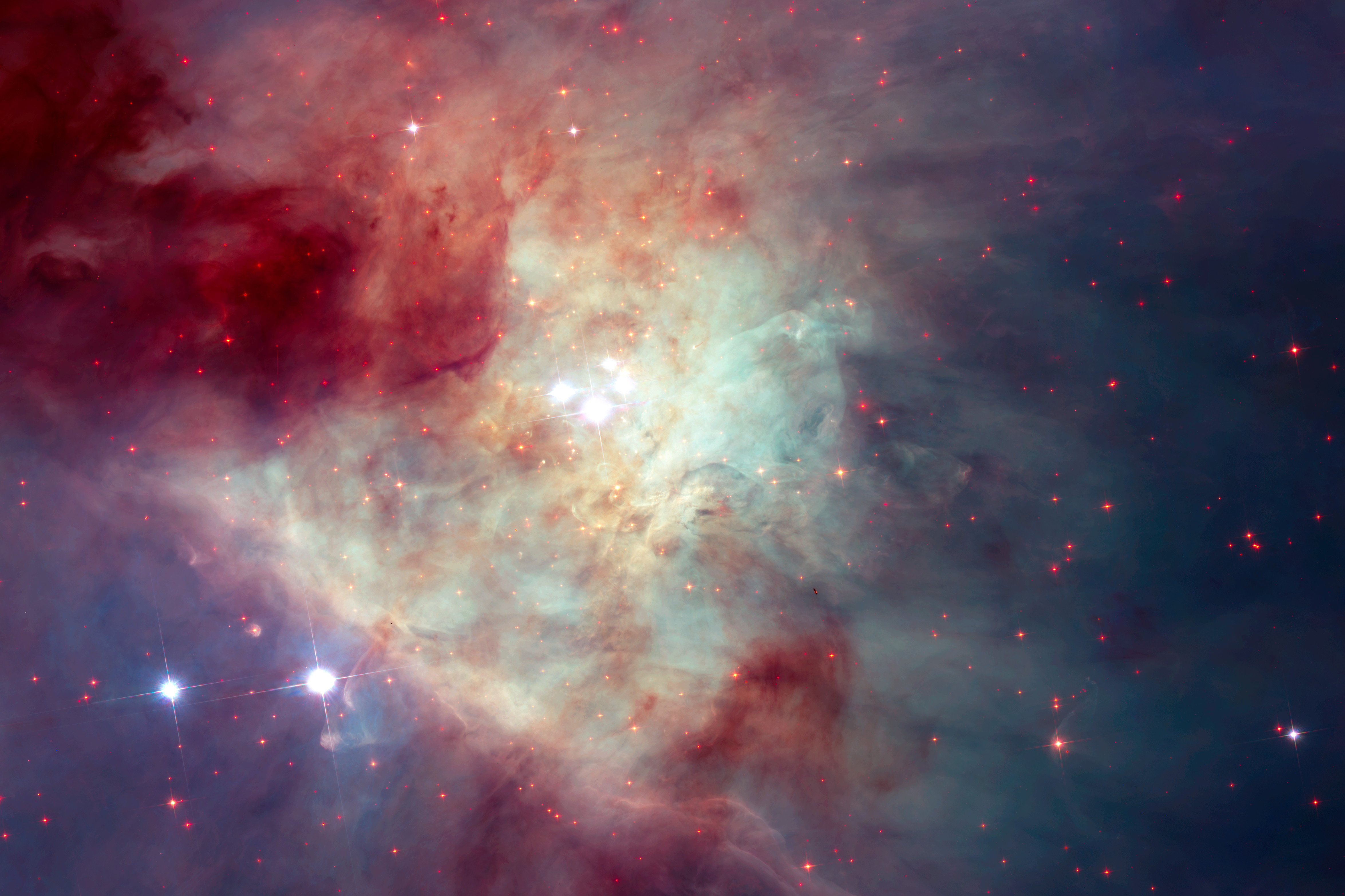
Nébuleuse de Kleinmann-Low.

La nébuleuse (de) Kleinmann-Low (également connue sous le nom de nébuleuse KL d'Orion) est une région active de formation d'étoiles de la Voie lactée. Il s'agit d'un amas d'étoiles dans un nuage moléculaire .
La nébuleuse de Kleinmann-Low est au cœur de la nébuleuse d'Orion et est la région de formation d'étoiles la plus active qui s'y trouve. En raison de la poussière épaisse qui l'entoure, elle est principalement observée en lumière infrarouge, car la lumière visible ne peut pas la traverser. Des vents stellaires chauds s'échappent de grandes et jeunes étoiles dans la nébuleuse d'Orion et chauffent le gaz environnant. Cela provoque alors une explosion qui ressemble à une obstruction du paysage urbain[pas clair]. Elle est nommée d'après Douglas Kleinmann et Frank J. Low, qui ont découvert la nébuleuse en 1967. Entre 1972 et 1973, un grand nombre de cartes ont été obtenues avec les télescopes des observatoires Steward et Catalina.
La luminosité de la nébuleuse de Kleinmann-Low est d'environ[Quoi ?] 3,828 × 1031 watts, soit environ 105 fois celle du Soleil, ce qui fait de la nébuleuse la composante la plus brillante du complexe OMC-1. La poussière entourant la nébuleuse de Kleinmann-Low a une température estimée à environ 70 kelvins. On estime que la nébuleuse est plutôt froide, à moins de 600 kelvin, mais elle est observée à moins de 20 microns comme extrêmement active en raison de la lumière infrarouge qu'elle dégage. À l'intérieur de la nébuleuse, l'objet le plus brillant observé est l'objet de Becklin-Neugebauer.
La nébuleuse de Kleinmann-Low est riche en molécules de formiate de méthyle (HCOOCH3), de méthoxyméthane (CH3OCH3) et de méthanol deutéré, et abondante en étoiles naissantes et en systèmes planétaires.